# Exaerete guaykuru
Exaerete guaykuru är en biart som beskrevs av Anjos-silva och Rebêlo 2006. Exaerete guaykuru ingår i släktet Exaerete, tribus orkidébin, och familjen långtungebin. Inga underarter finns listade.